# FV107 シミター
FV107 シミター（英語: FV107 Scimitar）は、イギリスで開発された偵察戦闘車。486両が生産され、イギリス陸軍などで運用された。この車両はFV101 スコーピオンにとてもよく似ているが、マウント部に76mm砲を装備するかわり、30mm L21 ラーデン機関砲を搭載している。
本車は王立装甲軍団（偵察任務の装甲連隊からなる）に配備された。8両のFV107 シミターが偵察中隊に配備されており、この偵察中隊5個で近接偵察大隊が編成され、この大隊から装甲連隊が構成される。

## 概要
CVR（T）（イギリス軍の用いた装甲車両の仕様）シリーズの一車両である。1971年7月に試作車が完成し、1973年に制式採用された。
車体はスコーピオン軽戦車と同一だが、主砲は76mm砲ではなく30mmラーデン機関砲である。初期には、本車のエンジンはジャガーJ60 ガソリンエンジンを使用した。これはジャガー社の車両で使われているエンジンである。現在のイギリス軍に配備されているシミターは、CVR(T)の耐用年数延長プログラム(LEP)に基づき、カミンズBTA 5.9ディーゼルエンジンに換装されている。2010年からは装甲の強化などを実施したシミター MkIIへの改修が行われた。

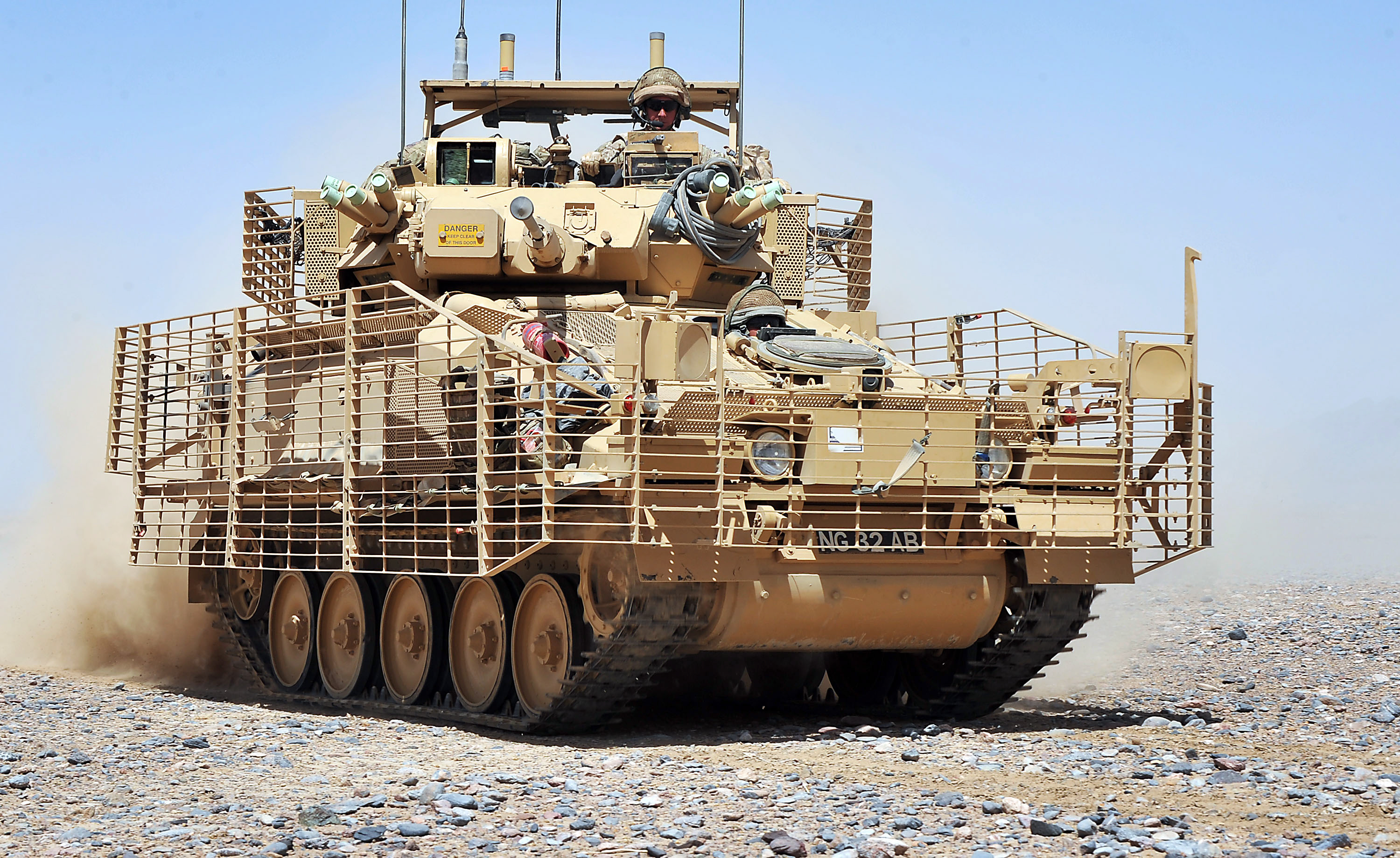
シミター MkII

## 他の仕様
- 最低地上高: 0.35 m
- 主兵装: 30 mm L21A1 ラーデン砲。(発射速度は90発毎分)
- 使用弾薬:
  - 高性能焼夷榴弾 (HEI)
  - 高性能榴弾 (HE)
  - 徹甲弾 (AP)
  - 第二効果徹甲弾 APSE (Armour Piercing Secondary Effects)
  - 装弾筒付徹甲弾曳光型 (APDS-T)
- 追加防御機材: 2 x 4筒 煙幕発射器
- 搭載弾薬数:
  - 30mm口径弾 約165発
  - 7.62x51mm NATO弾 公式には約2,000発 (実際にはさらに多数の200発入りの弾薬箱を収納できる）
  - 他のイギリス軍装甲車両と同様に、本車は強制換気システムを備え、搭乗員はCBRN（化学・生物兵器、放射線、核兵器）環境で活動できる。

## 使用国

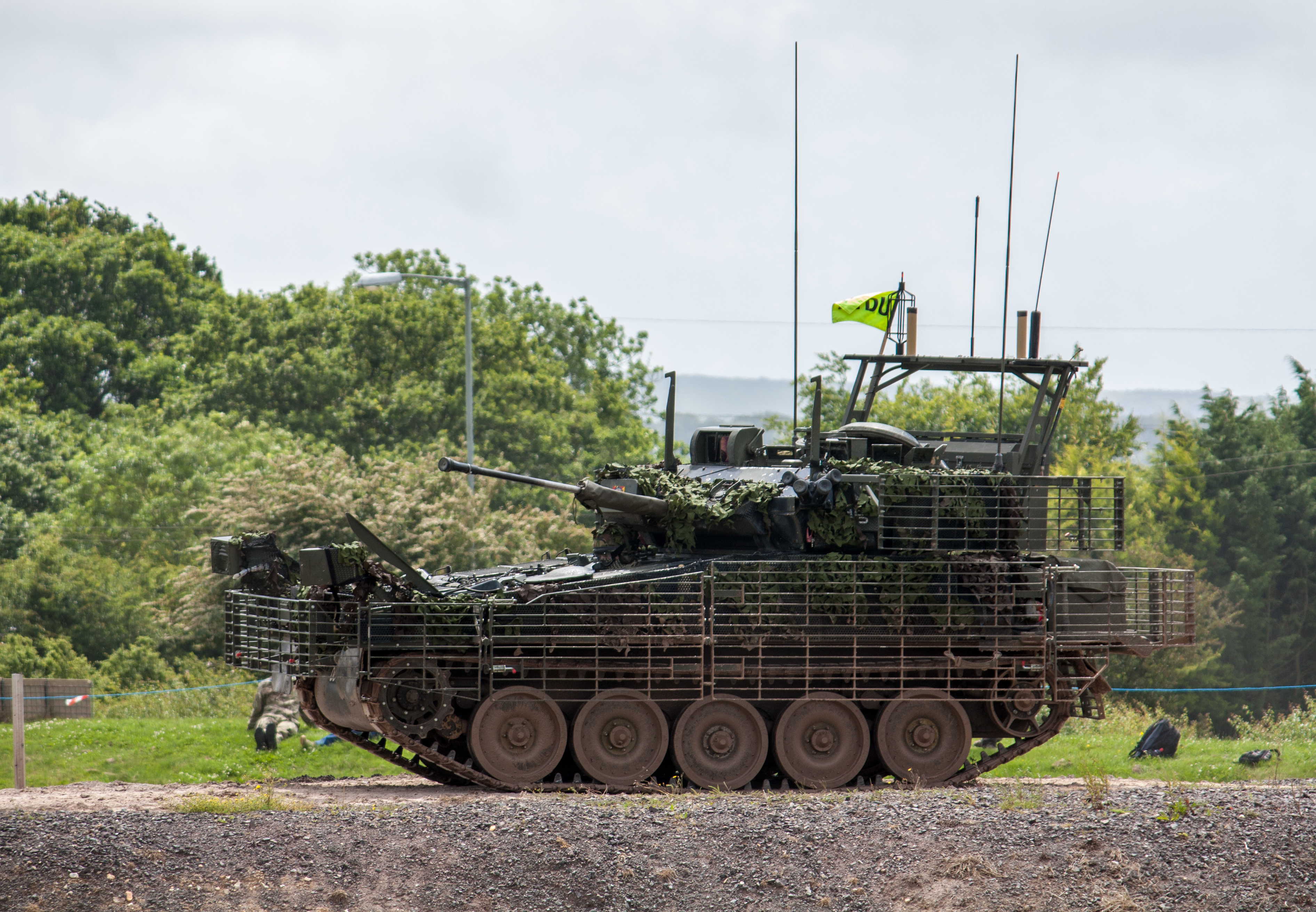
緑地迷彩のシミター

- イギリス - 325両[2]。シミターはイギリス陸軍の5個編隊偵察連隊によって運用されていた。各連隊にはそれぞれ12両のシミターを保有する3個大隊があり、ハウスホールド騎兵連隊には第16空挺旅団を支援するための追加の大隊があった。また、イギリス空軍も本車を装備していた。

FV101スコーピオンと同様に、シミターは1982年のフォークランド紛争において、ブルーズ・アンド・ロイヤルズ連隊とともに投入された。また、国連とNATOの平和維持活動に関連し、イギリス軍は本車をユーゴスラビア、イラク、アフガニスタンにも投入している。
2023年に退役。
- ベルギー - 141両を保有していたが[4]、2005年に退役。[5]
- ヨルダン
- ラトビア - 2016年から、本車を含む元イギリス軍のCVR（T)シリーズを再就役させている[1]。2023年時点で、ラトビア陸軍が170両（派生型含む）を保有している[6]。
- ウクライナ

## 登場作品

### ゲーム
『Project Reality（BF2）』
イギリス軍の偵察戦闘車（RCV）として登場。
装備はクラクション、暗視装置、L21A2 RARDEN 30mm機関砲、L37A1 7.62mm同軸機銃、L34 スモークランチャー。
搭載弾薬はL14A3 30mmAPDS弾、L13A2 30mmHEIT弾、7.62mm NATO弾、煙幕用にMK1 Mod0 66mm。